# 逆茂木

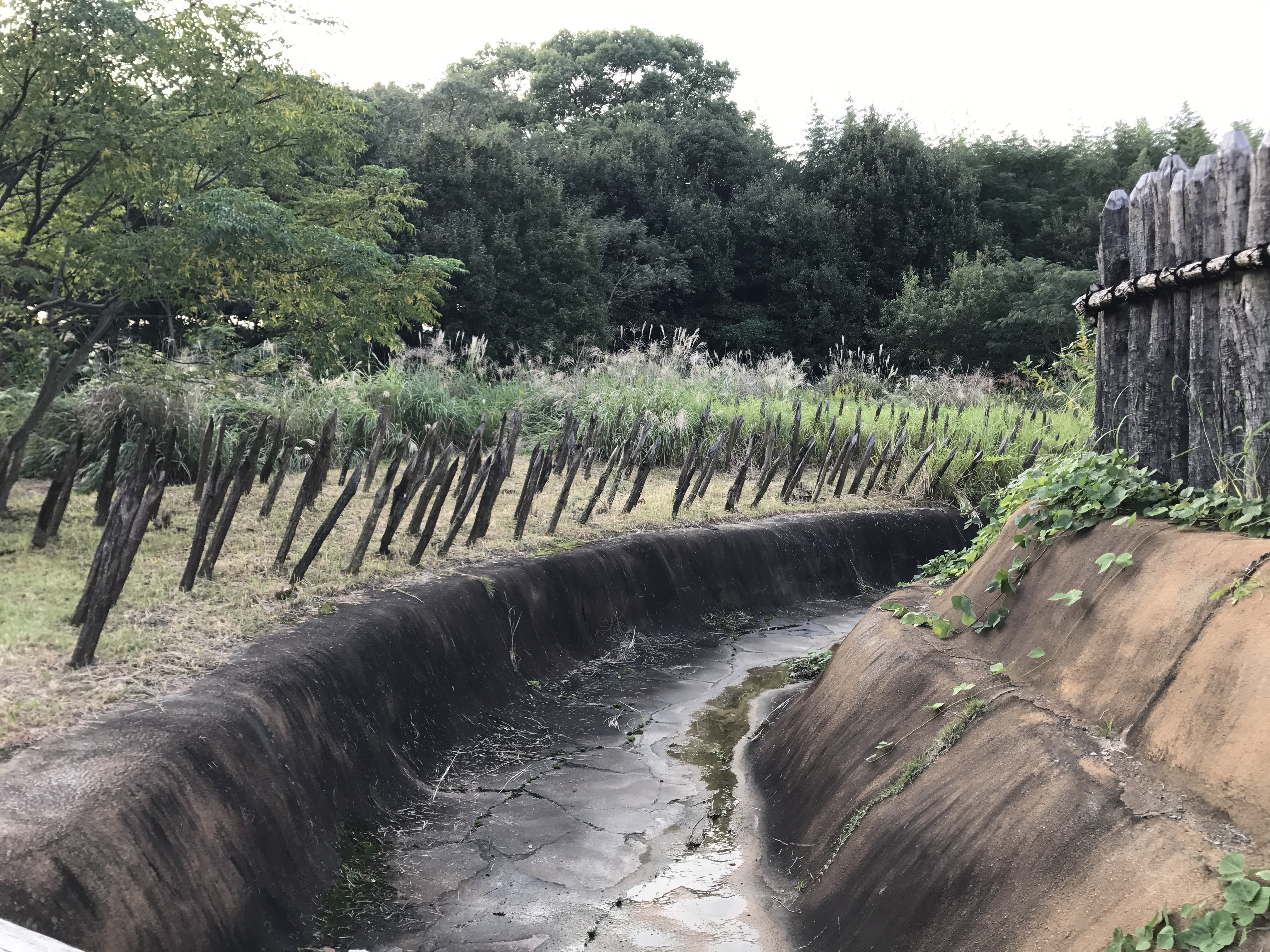
佐賀県吉野ヶ里遺跡の環濠前に立てられた逆茂木

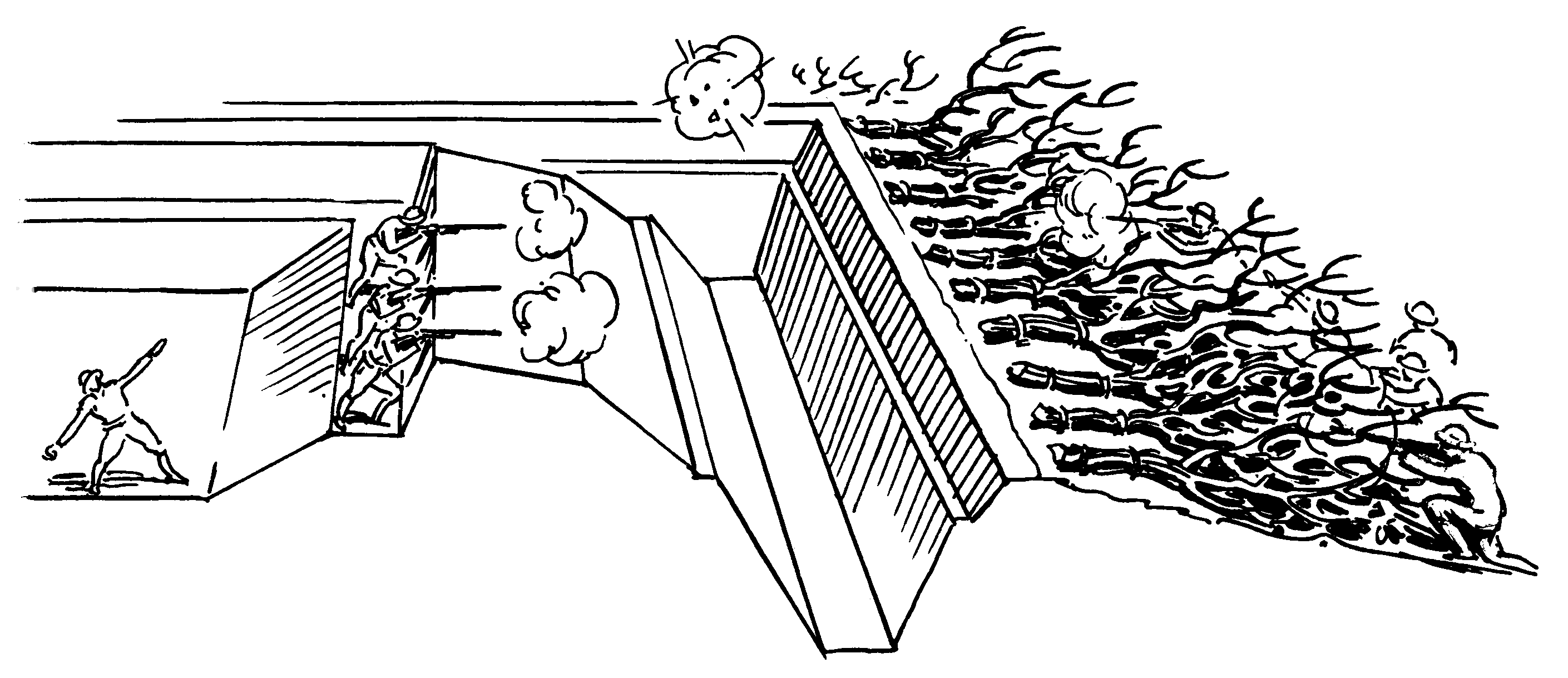
敵を近寄らせず、長時間遠距離攻撃を行うために設置された。

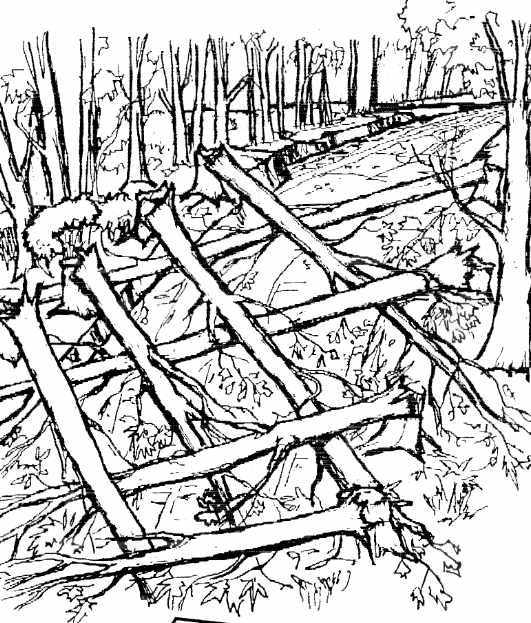
道のわきの木を折り重なるよう倒して作った対車両用の逆茂木

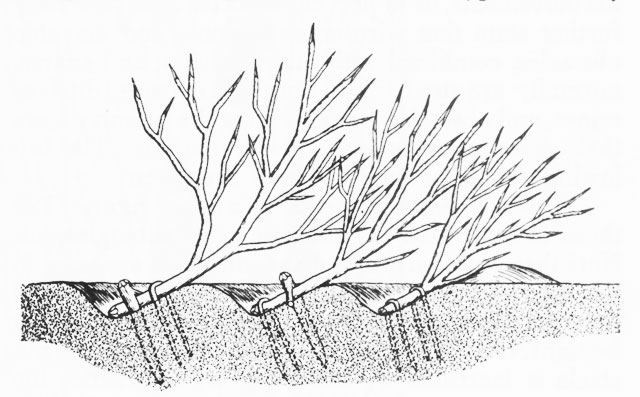
第二次世界大戦で日本軍が使用した逆茂木

アメリカ軍での逆茂木のミリタリーシンボル

逆茂木（さかもぎ）とは、戦場や防衛拠点で先端を尖らせた木の枝を外に向けて並べて地面に固定し、敵を近寄らせないようにした障害物。別名：逆虎落（さかもがり）、鹿砦（ろくさい）、鹿角砦、鹿角木。英語では、abatis、abattis、abbattis と呼ばれる。戦場では、単独もしくは鉄条網などと組み合わせて使用される。

## 歴史
古くは紀元前のローマ帝国時代から、証拠のある戦争ではアメリカ合衆国の南北戦争、1879年のズールー戦争で使用された。アメリカ陸軍や海兵隊では、1997年に至っても設営訓練が行われている。
日本では弥生時代には使用が確認されており、第二次世界大戦でも使用された。昭和初期の軍事教本である『学校教練必携. 軍事講話之部 前篇』第7章には、鹿砦として紹介されており、2種の逆茂木を説明している。（１）鹿砦枝樹：主としてその上方を射撃するを要する位置に設置する。（２）樹幹鹿砦：火線前の死角、凹窪の阻絶等の射撃を妨げる位置に設置するもの。と図と共に説明している。

## 特徴
メリット
森林地帯が近くなら調達が楽。大型のものは戦車にも対抗可能である。
デメリット
鉄条網に比べ設置にかかる作業量が多い。燃える。フックを使って引き抜かれる。

## 見ることができる場所
- 吉野ヶ里遺跡（佐賀県神埼市・神埼郡吉野ヶ里町）- 弥生時代の大規模な環濠集落で当時の再現が行われている。

閉鎖
- Archéodrome de Beaune（フランス語版） - フランスのコート＝ドール県ボーヌ近くにある古代建築物を再現した観光施設。2005年10月31日に経営難で閉鎖。

## 文化
逆茂木型文章
逆茂木型文章とは、主語が登場するまでに長い修飾語があり、どこからが主題かわからない悪文の形式を指す語である。